# Los Cerralbos
Los Cerralbos è un comune spagnolo di 465 abitanti situato nella comunità autonoma di Castiglia-La Mancia.